# ولنتاین بیلون
ولنتاین بیلون (انگلیسی: Valentin Belon؛ زادهٔ ۵ ژوئیهٔ ۱۹۹۵) بازیکن فوتبال اهل فرانسه است.
از باشگاه‌هایی که در آن بازی کرده‌است می‌توان به باشگاه فوتبال لانس اشاره کرد.